# Thierry Fragnoli
Thierry Fragnoli, né le 2 décembre 1962 à Paris, est un magistrat français.

## Carrière professionnelle
Thierry Fragnoli est nommé à son premier poste juge des enfants au tribunal de grande instance de Meaux (1997-1999). Il est ensuite nommé substitut du procureur de la République du tribunal de grande instance de Créteil (1999-2002). 
Il est nommé juge d'instruction au tribunal de grande instance de Créteil (2002-2005), puis nommé juge d'instruction au pôle antiterroriste du tribunal de grande instance de Paris (2005-2013),.
Il est nommé vice-président chargé de l'instruction au tribunal de grande instance de Bordeaux (2013-2015), puis vice-président chargé de l'instruction au tribunal de grande instance de Papeete (depuis le 1er janvier 2016).

## L'affaire des sabotages de caténaires
André Vallini, député et ancien président de la commission parlementaire d'enquête sur l'affaire d'Outreau s'inquiète de la façon dont est dirigée l'instruction dans le dossier dit de l'affaire des sabotages des caténaires : « Les leçons d'Outreau semblent décidément ne pas avoir été retenues par la justice française », déclare-t-il. D'autres parlementaires tels Noël Mamère (les Verts) ou François Hollande (PS) interviennent alors ouvertement dans ce dossier judiciaire en cours, fait exceptionnel compte tenu du principe de séparation des pouvoirs qui interdit théoriquement de telles interventions pouvant s'assimiler à une pression sur la justice.
Le juge Thierry Fragnoli répond par un article publié dans le quotidien Le Monde .
Le dossier a été ouvert à la suite du signalement des autorités américaines et canadiennes sur la participation clandestine de Julien Coupat à une réunion internationale d'anarchistes à New York en janvier 2008. Il était arrêté alors qu'il passait clandestinement la frontière américano-canadienne.
L'instruction de l'affaire de Tarnac conduite par les juges Thierry Fragnoli, Yves Janier et Edmond Bruneau a par ailleurs montré le caractère obscur des auditions. S'éloignant des faits, elle bascule dans l'à peu près : de nombreuses questions portant sur l'opinion politique des mis en examen, sûrement dans le but de coller avec la qualification de l'affaire à savoir « association de malfaiteurs en relation avec une entreprise terroriste », le livre L'insurrection qui vient étant lui-même inscrit au dossier.
En septembre 2008, à l'occasion de sa venue à Thessalonique en Grèce pour les manifestations contre la foire internationale, Julien Coupat aurait participé à une autre réunion d'anarchistes. 
Les avocats de Julien Coupat et d'Yldune Lévy communiquent, en novembre 2009, une note au juge d’instruction pour stigmatiser les « anomalies » et les « incohérences » de l’enquête. Cependant, des éléments en relation avec des sabotages de trains similaires en Allemagne auraient été saisis en perquisition à Tarnac, ainsi que deux gilets pare-balles.
La défense dénonce « un scandale d'État » et la faiblesse des éléments à charge ; cependant les mis en examen refusaient de répondre aux questions des juges sur certains éléments, notamment des documents administratifs falsifiés, les liens de certains des mis en examen avec la mouvance internationale anarchiste et un manuel de fabrication d'engins explosifs.
Le débat juridique complexe sur le caractère terroriste des infractions reprochées au groupe dit « anarcho-autonome » de Julien Coupat tourne autour de la notion d'« intimidation », définie comme objectif du terrorisme par l'article 421-1 du code pénal.
Finalement, le juge se dessaisit de l'enquête en 2012 après une suite d'erreurs de procédure,.

## Dossier Kurde
En juin 2013, un blog hébergé au sein du site Médiapart met en cause l'impartialité du juge dans un nouveau dossier, ainsi que ses liens éventuels avec un négationniste français du génocide arménien établi en Turquie.

## Pour approfondir